# Asli Hassan Abade
Asli Hassan Abade (en somali : Asli Xasan Cabaade ; en arabe : عسلي حسن آباد), née le 1er janvier 1958 à Djidjiga, est une pilote d'avion et une personnalité militaire somalienne.
Elle est originaire d'une famille d'officiers militaires somaliens et fait ses études dans son pays puis en Italie et aux États-Unis où elle suit une formation de pilote. Elle épouse un ingénieur aéronautique américain et fonde une famille dans la région métropolitaine de Dallas–Fort Worth–Arlington au Texas.
Elle est la première femme pilote de la Somali Air Force (en) (SAF).
Dans les années 2000, elle s'investit dans une campagne pour la paix, dans l'espoir de participer à mettre fin à la guerre civile somalienne. Elle s'habille aux couleurs du drapeau de son pays pour toutes les manifestations officielles ; son nom de code est Calansida, c'est-à-dire la porteuse de drapeau.
Elle reprend ses études comme aide-médecin, passe un diplôme de travailleur social pour réfugiés et un autre en gestion. Elle parle sept langues et travaille comme interprète en milieux hospitalier et scolaire.
En 2009, elle vivait au Texas.